# New Line Home Entertainment
New Line Home Entertainment, tidigare New Line Home Video, var åren 1990-2010 ett amerikanskt hemvideoföretag, som var dotterbolag för New Line Cinema.

## Historik
I maj 1991 köpte företaget hemrättigheterna och rättigheterna utanför USA till 600 filmer.
I början av januari 2008 meddelade företaget att man skulle överge HD DVD-formatet till förmån för bluray, den enda film man gav ut på HD DVD var Pans labyrint.

### Fotnoter
1. ↑  ”Nightmares, Turtles And Profits” (på engelska). Bloomberg Business. 29 september 1991. http://www.bloomberg.com/bw/stories/1991-09-29/nightmares-turtles-and-profits. Läst 10 juli 2015.
2. ↑  Peter Bracke (8 januari 2008). ”New Line Details Transition to Blu-ray” (på engelska). Highest Def Digest. http://www.highdefdigest.com/news/show/New_Line/Industry_Trends/New_Line_Details_Transition_to_Blu-ray/1351. Läst 10 juli 2015.